# Grilled Cheese
Grilled Cheese es un sello discográfico de San Diego, filial de Cargo Music. Está, casi exclusivamente, ligada al punk rock, punk pop, old school y hardcore estadounidense.
Tuvo su mayor éxito en el boom del punk pop californiano de comienzos de la década de los 90, firmando los primeros trabajos de blink-182, su grupo estandarte. Lanzó el disco Cheshire Cat de 1994, las primeras ediciones de Dude Ranch de 1997, el 7" They Came to Conquer... Uranus, en formato vinilo en 1995 y los singles de Dude Ranch "Dick Lips" y "Lemmings". Todos ellos bajo la producción de Cargo.
A lo largo de los 90 firmó material de grupos como Home Grown (Wusappaning?!, edición norteamericana), Naked Agression, Insted, Slimer o Sparechange00.